# Le Clan du sorgho
 (janvier 2022).
Si vous disposez d'ouvrages ou d'articles de référence ou si vous connaissez des sites web de qualité traitant du thème abordé ici, merci de compléter l'article en donnant les références utiles à sa vérifiabilité et en les liant à la section « Notes et références ».
Pour le roman de Ya Ding, voir Le Sorgho rouge (roman).
Le Clan du sorgho rouge (Honggaoliang jiazu) est un roman de l'écrivain chinois Mo Yan, publié en 1986.

## Présentation
La première des cinq parties du roman, « Le sorgho rouge », paraît chez Actes Sud en France en 1990 sous le titre Le Clan du sorgho dans une traduction de Sylvie Gentil et Pascale Wei-Guinot.
Ce n'est qu'en septembre 2014 que paraît aux éditions du Seuil une traduction intégrale — par les mêmes traductrices — sous le titre Le Clan du sorgho rouge.

## Résumé
Trois générations des membres d'une même famille sont les protagonistes, à travers une série de flashbacks, de l'histoire de la Chine alors que les envahisseurs japonais sèment l'horreur pendant les terribles années 1930.

## Adaptation cinématographique
- 1987 : Le Sorgho rouge, film chinois réalisé par Zhang Yimou